# Sandomierzacy
Sandomierzacy (Sandomierzanie) – grupa etnograficzna ludności polskiej zamieszkująca obszar dawnego województwa sandomierskiego (przedrozbiorowego), na żyznych, lessowych terenach Wyżyny Sandomiersko-Opatowskiej.
Sandomierzanie właściwi zamieszkują tereny na lewym brzegu Wisły. Ich obszar występowania sięga na północ mniej więcej po Skaryszew i Iłżę, na zachód poza Chęciny. Na wschodzie ich tereny przechodzą na brzeg lubelski, jednak brak danych na temat dokładnego zasięgu. Na terytorium dawnej Galicji, na prawym brzegu Wisły występuje kilka grup szczegółowo nieopisanych.
Od wschodu zaznacza się bardzo wyraźna granica etnograficzna między Sandomierzakami i Rzeszowiakami, która prawie w całości pokrywa się z granicą dawnych województw sandomierskiego i ruskiego.
Sandomierzacy wraz z Krakowiakami należą do najstarszych grup małopolskich, jednakże w czasie zaborów na Sandomierzaków lewobrzeżnych oddziaływały silne wpływy Mazowsza, co skutkowało dużymi przemianami kulturowymi. Sandomierzacy zarzucili małopolski męski strój ludowy na rzecz stylów mazowieckich. Z powodu różnic politycznych i ekonomicznych między dwoma zaborami Sandomierzacy zostali podzieleni na dwie odmienne podgrupy.
Wyróżnia się także dwie niewielkie podgrupy pograniczne: Borowiacy Sandomierscy i Posaniacy.
Jan Stanisław Bystroń stwierdził, że w porównaniu z innymi małopolskimi grupami – Sandomierzanie przedstawiają się dużo mniej wyraziście.